# Медали Азербайджана
Медали Азербайджана — форма поощрения граждан за выдающиеся заслуги в защите страны, государственном строительстве, экономике, науке, культуре, искусстве, воспитании, просвещении, охране здоровья, жизни и прав граждан, благотворительной деятельности и иные выдающиеся заслуги перед государством.

## Список
| Изображение | Название                                                    | Учреждён             | Примечания |
| ----------- | ----------------------------------------------------------- | -------------------- | --- |
|             | Медаль «Золотая Звезда»                                     | 25 марта 1992 года   | - Медаль Национального Героя Азербайджана, особый знак отличия Национального Героя Азербайджана. - Впервые этой медалью были награждены 23 человека в июне 1992 года. |
|             | Медаль «За Отчизну»                                         | 29 декабря 1998 года | - Награждается за участие в обеспечении территориальной целостности Азербайджанской Республики, за деятельность в обеспечении национальной безопасности государства, за участие в защите государственного строя. |
|             | Медаль «За отвагу»                                          | 29 декабря 1998 года | - Награждается за отвагу, проявленную на войне во время боя, за успешное руководство боевыми операциями и проявленное личное мужество, за храбрость, проявленную при выполнении особого поручения, за спасение жизни человека с риском для жизни. |
|             | Медаль «Прогресс»                                           | 6 декабря 1993 года  | - Вручается за успехи в сфере промышленности и сельского хозяйства, открытия и рационализаторские предложения большого значения, заслуги в области науки, культуры, литературы, искусства, народного образования и здравоохранения, видные заслуги в сооружении, реконструкции народнохозяйственных объектов, плодотворную деятельность по развитию физической культуры и спорта. |
|             | Медаль «За военные заслуги»                                 | 6 декабря 1993 года  | - Награждается за отличие при исполнении своих служебных обязанностей и поставленных перед войсковой частью задач, за заслуги в охране государственных границ. |
|             | Медаль «За отличие в военной службе»                        | 17 мая 2002 года     | - Медаль имеет 3 степени. - Награждаются за отличные показатели в боевой подготовке, особые отличия на учениях, в боевой службе и боевой смене, отвагу, самоотверженность и другие заслуги в период прохождения военной службы. |
|             | Медаль «За отличие на границе»                              | 6 декабря 1993 года. | - Награждается за храбрость, проявленную в боевых операциях по задержанию нарушителей государственной границы, за умелое руководство боевыми операциями пограничной заставы при защите неприкосновенности государственной границы, за высокую бдительность и инициативность, проявленные при охране государственной границы, за высокое организаторское умение на службе по охране границы и образцовую работу по укреплению государственной границы, за безупречную службу по охране государственной границы, за активную помощь пограничным войскам в охране государственной границы. |
|             | Медаль «За заслуги в военном сотрудничестве»                | 17 мая 2002 года     | - Награждаются военнослужащие Азербайджанской Республики и иностранных государств и иные лица за заслуги в укреплении военного сотрудничества с Азербайджанской Республикой. |
|             | Медаль «Ветеран Вооружённых Сил Азербайджанской Республики» | 17 мая 2002 года     | - Награждаются военнослужащие, безупречно прослужившие в Вооруженных силах Азербайджанской Республики и в числе других военных формирований, предусмотренных законодательством (с учетом и срока службы в Вооруженных Силах СССР и других военных формированиях) 25 и более календарных лет. |
|             | Медаль «За безупречную службу»                              | 17 мая 2002 года     | - Медаль имеет три степени. - Награждаются военнослужащие, проходящие в Вооруженных силах Азербайджанской Республики безупречную действительную военную службу, срок службы которых к 26 июня каждого года составляет 10, 15 и 20 календарных лет. |
|             | Медаль «За отличие на государственной службе»               | 7 ноября 2003 года   | - Вручается государственным служащим за активное участие в подготовке и осуществлении важных проектов в области строительства национального государства, а также за добросовестную деятельность и особые заслуги в государственных органах. |
|             | Медаль «За безупречную службу в органах внутренних дел»     | 21 апреля 2006 года  | - Медаль имеет три степени. - Медаль 1-й степени вручается за 20 лет службы в органах внутренних дел; медаль 2-й степени вручается за 15 лет службы в органах внутренних дел; медаль 3-й степени вручается за 10 лет службы в органах внутренних дел. |